# Helophorus grandis
Helophorus grandis ist ein Käfer aus der Familie der Wasserkäfer (Hydrophilidae) und der Unterfamilie Helophorinae. Die Gattung Helophorus ist in Europa mit acht Untergattungen vertreten, Helophorus grandis gehört zur Untergattung Helophorus, die in Europa mit sieben Arten vertreten ist. Die Art Helophorus maritimus wurde früher unter dem Namen Helophorus grandis maritimus als Unterart von Helophorus grandis geführt. Sie wurde jedoch auf Artniveau gestellt, da Helophorus grandis und Helophorus maritimus unterschiedliche Karyogramme besitzen.
Der Gattungsname Helophorus von altgriechisch ήλος ‚hēlos‘ ‚Nagel, Buckel‘ und φωρῶς ‚phorós‘ ‚tragend‘ benennt die Erhebungen auf dem Halsschild.  Der Artname grandis von lat. grándis  bedeutet ‚groß‘ und bezieht sich auf den relativ großen Körper. Als deutscher Name für die artenreiche Gattung ist ‚Furchenwasserkäfer‘ gebräuchlich.
| Abb. 1: Flügeldecken seitlich im Bereich der Schultern             |
| Abb. 2: Hinterleibsende von unten oben H.grandis unten H.aquaticus |
| Abb. 3: Ende des linken Kiefertasters Aufsicht                     |

## Merkmale des Käfers
Der sechs bis neun Millimeter lange Käfer ist gelbbraun, die Färbung wird aber häufig durch Verschmutzung verfälscht. Kopf und Halsschild besitzen gewöhnlich einen grünlichen Erzglanz. Der Käfer ist von oben betrachtet länglich oval und von der Seite betrachtet unten flach und oben gewölbt.
Die viergliedrigen Unterkiefertaster mit sehr kleinem Basisglied ragen weit über den Kopfumriss hinaus. Ihr letztes Glied ist nicht symmetrisch zur Längsachse, sondern die  Innenseite ist fast gerade, die Außenseite dagegen deutlich nach außen gewölbt (Abb. 3). Die Mandibeln sind kurz und gebogen. Sie enden in einer Spitze und tragen auf der Innenseite einen kleinen spitzen Zahn. Die neungliedrigen Fühler sind auf der Kopfunterseite eingelenkt. Auf die zwei kräftigen Basisglieder folgen drei schmale Fühlerglieder und ein sich an die Keule anschmiegendes Glied. Die Fühler enden in einer dreigliedrigen Keule, deren Glieder durch die Behaarung matt erscheinen.
Die Arten der Gattung sind leicht durch fünf Längsfurchen auf dem Halsschild erkennbar. Bei Helophorus grandis sind die Zwischenräume gleichmäßig grob und vollständig granuliert, die Körner fließen nicht zusammen.
Die Flügeldecken tragen deutliche Reihen aus groben Punkten. Die Zwischenräume zwischen den Punktreihen sind abwechselnd fast eben und gewölbt. Dies ist besonders von der Seite im Schulterbereich sichtbar (Abb. 1). Die Punktreihe neben der Flügeldeckennaht verzweigt sich in der Nähe der Basis. Die dadurch entstehende stark verkürzte Punktreihe nennt man Skutellarstreif. Einen Skutellarstreif besitzt nur ein Teil der Arten der Gattung. Die Flügeldecken können dunkel oder hell gefleckt sein.
Der Hinterrand des letzten Abdominalsternits ist wesentlich prägnanter gezackt als der des ähnlichen, aber kleineren Helophorus aquaticus. Die Zacken sind zinnenartig mit deutlichen Zwischenräumen (Abb. 2).
Die Beine sind eher schwach ausgebildet. Vorder- und Mitteltarsen sind viergliedrig, die Hintertarse fünfgliedrig. Die Klauenglieder sind lang, das Klauenglied der Hintertarsen jedoch deutlich kürzer als die übrigen vier Tarsenglieder zusammen.

## Larve
Die langgestreckte Larve besitzt neun vollständig entwickelte Hinterleibssegmente und zwei lange dreigliedrige Abdominalanhänge. Im dritten Stadium erreicht sie eine Länge von 9,5 bis elf Millimeter und eine Kopfbreite von 1,05 bis 1,2 Millimeter.
Der Vorderrand des Kopfes trägt in der Mitte einen dreieckigen Fortsatz, der einen Spitzenwinkel nur wenig unter 90° bildet und dessen Seiten gezähnt sind. Beidseitig davon sitzt je ein nach vorn gerichtete lappenförmiger Fortsätze, an dessen Vorderrand jeweils fünf nach innen gekrümmte Borsten sitzen.
Jedes Hinterleibssegment besitzt oberseits jeweils symmetrisch zueinander zwei dorsale und zwei dorsolaterale Sklerite sowie auf beiden Seiten zwei punktförmig kleine Sklerite. Der kleinere davon liegt vor dem dorsoventralen Sklerit, der größere noch weiter vorn und weiter innen. Seitlich befinden sich je zwei laterale Sklerite. Auf der Unterseite sitzen zehn Sklerite, zwei davon medial hintereinander angeordnet, die übrigen jeweils symmetrisch auf beiden Seiten. Auf der Oberseite befindet sich seitlich der dorsolateralen Sklerite je eine Atemöffnung, deren Größe etwa die Größe des größeren punktförmigen Sklerits besitzt.
Die Beinpaare an den drei Brustabschnitten sind eher schwach ausgebildet.

## Biologie
Der Käfer bewohnt stehende oder langsam fließende, temporäre und warme Kleingewässer. Die Art ist eine Pionierart von Flachgewässern, wie sie etwa bei Überschwemmungen in Auwiesen entstehen, wird jedoch am häufigsten in Pfützen, Regentonnen, mit Wasser vollgelaufene Wagenspuren und ähnlichem gefunden. Bei einer Untersuchung in Frankreich war die Häufigkeit des Käfers negativ korreliert mit der Größe des besiedelten Tümpels. Bevorzugt werden stark eutrophe Gewässer mit viel Detritus, nicht aber moorige Gewässer. Der Käfer wird vornehmlich im Frühjahr angetroffen, im Verlauf des Sommers werden Funde zunehmend seltener.
Die Imagines sind Pflanzenfresser, sie ernähren sich von verfaulenden Pflanzenstoffen und Fadenalgen, verschmähen im Labor jedoch auch Trockenerbsen nicht. Die Larven leben im Schlamm und ernähren sich von Kleininsekten. Sie können bei der Zucht mit Tubifex-Arten gefüttert werden.
Die Art überwintert als Imago, gelegentlich als Larve. Überwinterte Imagines erscheinen im März und April und erschließen sich mit Migrationsflügen neue Lebensräume. Sie legen im April und Mai ihre Eier ab. Die Eiablage erfolgt in einen Kokon aus Seidenfäden. Dieser setzt sich aus einer Tasche und einem schmalen Fortsatz zusammen, der an die Blattspreite eines Süßgrases erinnert und der wie ein Mast oder Kamin über der Tasche steht. Die Tasche enthält ein Eipaket. Der Kokon wird in den Schlamm am Ufer gedrückt. Sollte durch Schlammablagerungen oder steigenden Wasserstand die Sauerstoffversorgung durch das Gewebe der Tasche unterbunden werden, erfolgt die Sauerstoffversorgung über den Kamin. Die Larve schlüpft bei Zimmertemperatur nach etwa einer Woche. Für die folgende Entwicklung benötigt die Art nur etwa zwei Wochen, wobei drei Larvenstadien durchlaufen werden. Zur Verpuppung bauen sich die Larven eine Puppenkammer. Frisch geschlüpfte Tiere erscheinen ab Mitte Juni und unternehmen ebenfalls Migrationsflüge. Die Gonaden sind bei frisch geschlüpften Tieren noch unterentwickelt und beginnen erst im Oktober und November sich zur Geschlechtsreife zu entwickeln. Danach erfolgt die Paarung. In England findet auch im November und Dezember eine Eiablage statt, diese erfolgt jedoch deutlich seltener als die Eiablage im Frühjahr. Im Labor wird die Geschlechtsreife erst vier bis sechs Monate nach dem Schlüpfen der Imago erreicht. Tiere, die im Winter aus der Natur ins Labor gebracht werden, beginnen unverzüglich mit der Eiablage.

## Verbreitung
Das Verbreitungsgebiet zieht sich von Spanien bis nach Skandinavien, die Ostgrenze läuft durch Sardinien, Frankreich, die Schweiz, Österreich, Deutschland, Polen, die Baltischen Staaten und Finnland. Im Westen erreicht die Art Großbritannien und Irland. Außerdem kommt die Art im Atlasgebirge vor. Inzwischen wurde die Art auch aus der Türkei gemeldet. Der Käfer wurde auch in die Vereinigten Staaten und in Kanada gefunden und ist dort in Ausbreitung begriffen.